# Iceland
Iceland is een Amerikaanse musicalfilm uit 1942 onder regie van H. Bruce Humberstone. De film, waarin Sonja Henie en John Payne de hoofdrollen vertolken, werd in Vlaanderen uitgebracht onder de titel Huwelijk op het ijs.

## Verhaal
Vrouwenverslinder James Murfin wordt door de United States Marine Corps gestationeerd in Reykjavik, alwaar hij al gauw het hart van de jonge, naïeve Katina Jonsdottir voor zich wint. Zij wordt constant achternagezeten door Sverdrup Svensson, voor wie ze weinig voelt. Om van zijn gezelschap af te komen liegt ze dat ze twee jaar geleden in Zwitserland is bemind door een andere man. Sverdrup vermoedt dat James deze persoon in kwestie is. Thuis ligt er druk op haar om met Sverdrup te trouwen; haar jongere zus Helga wil namelijk in het huwelijksbootje met Valtyr Olafson treden, maar volgens traditie moet Katina eerst huwen.
Omdat Katina hier weinig interesse in heeft, laat ze haar familie geloven dat ze verloofd is met James. De druk verdwijnt echter niet, omdat het restaurant dat de familie runt op rand van faillissement staat en Valtyrs welvarende familie een grote som geld kan neerleggen zodra hij is getrouwd met Helga. Katina overtuigt James om mee te gaan in haar complot om haar familie te doen geloven dat zij verloofd zijn en tijdens dit proces groeien ze alsmaar dichter naar elkaar toe. Een romance bloeit op, maar James heeft geen intenties om daadwerkelijk in het huwelijksbootje te treden.

## Rolverdeling
| Acteur                    | Personage         |
| ------------------------- | ----------------- |
| Sonja Henie               | Katina Jonsdottir |
| John Payne                | James Murfin      |
| Jack Oakie                | Slip Riggs        |
| Felix Bressart            | Papa Jonsdottir   |
| Sterling Holloway         | Sverdrup Svenssen |
| Osa Massen                | Helga Jonsdottir  |
| Joan Merrill              | Adele Wynn        |
| Fritz Feld                | Herr Tegnar       |
| Sammy Kaye en zijn orkest |                   |

## Achtergrond
De film werd gemaakt naar aanleiding van het succes van de film Sun Valley Serenade (1941), waarin hoofdrolspelers Sonja Henie en John Payne te zien waren; aanvankelijk zou dit project een officieel vervolg moeten worden - ook Lynn Bari, Joan Davis, Milton Berle en Glenn Miller zouden erin worden aangesteld - maar uiteindelijk werd er gekozen voor een onafhankelijk scenario. Cesar Romero werd gecast in de rol van Slip Riggs, maar Jack Oakie nam deze later van hem over. Victor Borge werd overwogen voor de rol van Sverdrup Svenssen.
In oktober 1941 werd cameraman Bowie Kennedy naar IJsland gestuurd om sfeerbeelden te maken.
De film kreeg kritiek van zowel de pers als de inwoners van IJsland voor zijn weerschetsing van de IJslandse cultuur; deze zou niet waarheidsgetrouw zijn afgebeeld.
Het lied There Will Never Be Another You dat voor het eerst in deze film werd gezongen, werd een groot succes.